# Majkopski Państwowy Uniwersytet Technologiczny
Majkopski Państwowy Uniwersytet Technologiczny (ros. Федеральное государственное бюджетное образовательное учреждение высшего образования «Майкопский государственный технологический университет» – rosyjska uczelnia państwowa w Majkopie.
Uniwersytet posiada filię na osiedlu Jabłonowskij.